# Petit temple de Nîmes
Le petit temple de Nîmes est un édifice religieux situé 19, rue du Grand-Couvent à Nîmes, en Occitanie. La paroisse est rattachée à l'Église protestante unie de France.
Il se situe dans l'ancienne église du couvent des Ursulines, édifié de 1714 à 1718. À l'intérieur se trouve notamment un remarquable buffet d'orgue très travaillé, du milieu du XVIIIe siècle. Il a été appelé Petit temple autrefois pour le différencier du Grand temple de la Calade (5000 places, détruit en 1686).

## Historique
En 1665, les Ursulines s'installent à Nîmes. La construction de leur couvent débute en 1714 pour se terminer quatre années plus tard. Vers 1750, l'orgue du couvent est aménagé par Jean-Esprit Isnard. 
En 1793, pendant la Révolution, l'édifice est acheté pour l'usage des protestants de Nîmes par Alexandre Vincens-Valz, riche protestant et professeur de rhétorique. Il est alors inauguré par le pasteur Paul Rabaut. En 1802, la cloche est fabriquée par le fondeur nîmois Barbut. 
La façade de l'actuelle rue Claude-Brousson est restaurée en 1846, aux frais de la ville. En 1881, la fille d'Alexandre Vincens donne le temple au Consistoire. Quelques années plus tard, la partie instrumentale de l'orgue est reconstruite par Carl Theodor Kuhn de Männedorf. En 1956, l'orgue est électrifié, augmenté et réharmonisé par Maurice Puget. 
L'édifice est inscrit monument historique en 1964 avant de connaître une consolidation avec tirants métalliques en 1975.

## Architecture
Le bâtiment est de style baroque, avec des influences provençales. Comme beaucoup de temples du sud-est de la France, il comporte une arche en pierre. Le buffet d'orgue à trois tourelles est en hauteur.

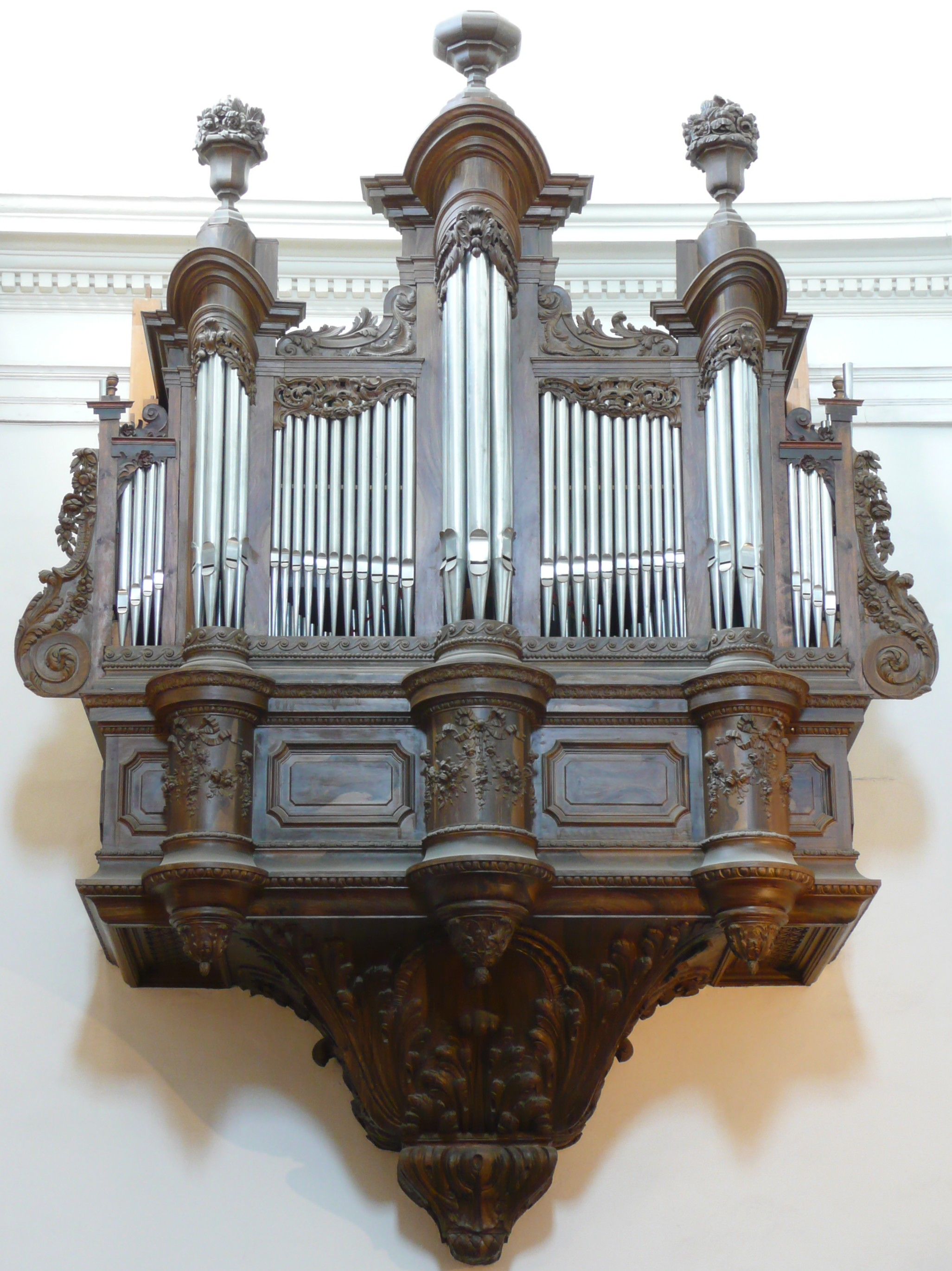
Buffet d'orgue